# Henrik Søfareren
Henrik Søfareren (Infante D. Henrique, o Navegador: født 4. marts 1394, død 13. november 1460) var søn af Johan 1. af Portugal og kendt for at have stået bag de første portugisiske opdagelsesrejser, på hvilke man bl.a. opdagede Açorerne i 1427, Kap Verde i 1450'erne. Deltagerne blev de første europæere, der sejlede syd for Kap Bojador i 1434.
Henrik Søfareren var drivkraften i den tidlige portugisiske udforskning af Afrika. Selvom der blev etableret lukrative handelsforbindelser, først og fremmest til slavehandel, brugte han så mange midler på ekspeditionerne, at han ved sin død var stærkt forgældet. Portrættet er formentlig fra ca. 1465
- Wikimedia Commons har flere filer relateret til Henrik Søfareren